# Gustav Weihrauch
Gustav Heinrich Weihrauch (* 23. Dezember 1862 in Hamburg; † 20. Mai 1940 ebenda) war ein deutscher Pädagoge und Naturschützer.

## Leben und Wirken als Lehrer
Gustav Weihrauch war ein Sohn von Robert Weihrauch und dessen Ehefrau Sophie, geborene Steffens. Der Vater war Tischler und kam gebürtig aus Jakobswalde. Weihrauch besuchte die Schule der Hamburger Nikolaikirche und danach das Lehrerseminar, das er 1884 mit der Ersten und 1887 mit der Zweiten Lehrerprüfung verließ. 1891 heiratete er die Lehrerin Emma Hüvermann (* 1858). Das Ehepaar bekam die Söhne Heinrich (1895–1916), Wilhelm (1896–1917) und Herbert (1898–1918), die alle drei während des Ersten Weltkriegs starben. Weihrauch schrieb daraufhin den Nachruf Zum Gedächtnis: Unsern drei Jungen Heinrich Wilhelm Herbert.
Weihrauch unterrichtete bis 1906 als Volksschullehrer an der Mädchenschule Angerstraße 31. Bereits früh engagierte er sich in der Gesellschaft der Freunde des vaterländischen Schul- und Erziehungswesens, deren Ausschüssen für Erdkunde, Kunsterziehung, Schulbauten und Jugendschriften er angehörte. Außerdem entwickelte er Unterrichtspläne und Lehrmaterialien mit. Als Mitglied der Sozialwissenschaftlichen Vereinigung stand er zur Zeit des Kaiserreichs der SPD nahe. 1906 wechselte Weihrauch an die Schule Humboldtstraße 89. Von 1899 bis 1914 lehrte er auch in der Gewerbeschule. Im November 1918 trat er in die SPD ein, der er bis März 1933 angehörte. 1919 wurde er Mitglied des Sozialistischen Lehrerbundes. 1928 ging er in Pension.

## Wirken als Naturschützer
Gustav Weihrauch setzte sich für mehrere Grünflächen in Hamburg ein, die heute noch bedeutend sind. Als der Bevölkerungszuwachs neue Arbeitersiedlungen in Hamburg-Hamm notwendig machte, sollte auch eine Anlage ähnlich dem Hamburger Stadtpark entstehen. Die Nachfahren Karl Sievekings schenkten der Stadt hierfür eine 7,5 Hektar große Grünfläche, die Weihrauch jedoch als zu klein empfand. Außerdem wollte er ein Kulturzentrum für die Anwohner schaffen. 

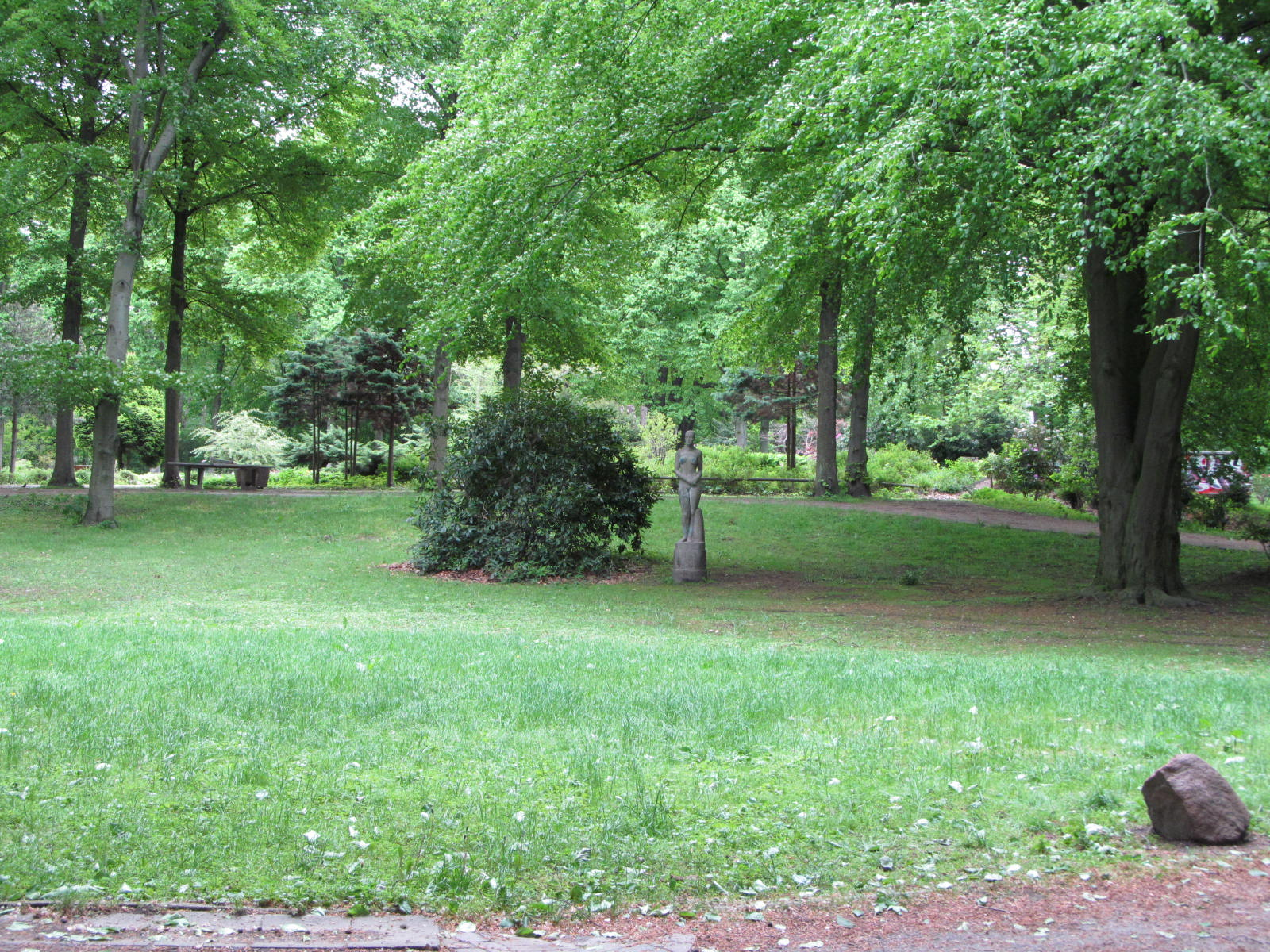
Blick auf das Rondell im Hammer Park

Weihrauch forderte mit Unterstützung der Bürgervereine aus Hamm, Horn und Borgfelde Änderungen der Pläne und neue Verhandlungen mit der Familie Sieveking. Dafür schrieb er die Denkschrift wegen Erwerbung eines größeren städtischen Parkes für die östlichen Stadtteile, die alle Behörden und mit den Planungen verbundenen Personen erreichte. Die anschließenden langwierigen Verhandlungen mit der Familie Sieveking leitete Weihrauch selbst. Die Stadt kaufte schließlich eine doppelt so große Grünfläche und ein darauf befindliches Herrenhaus. Hier entstand der heutige Hammer Park.
Mitte der 1920er Jahre gehörte Weihrauch dem Vorstand des hamburgischen Naturschutzvereins an. In dieser Position beteiligte er sich maßgeblich an der Anlage des Elbufer- und Elbhöhenwegs, der heute als Teil des Elbuferwanderwegs von Neumühlen nach Wedel führt. Diskussionen zur Gestaltung des Elbufers kamen zu Beginn der Weimarer Republik auf. Da Baurs Park und der Wried'sche Park verkauft worden waren, sahen große Teile der Bevölkerung die Gefahr, dass gern genutzte Ausflugsziele privatisiert und bebaut werden könnte. Weihrauch vereinte die betroffenen Anlieger in der Arbeitsgemeinschaft Elbufer. 1925 fasste er die Bedeutung des Naherholungsgebietes für Groß-Hamburg in seiner Schrift Zur Gestaltung des Elbufers von Neumühlen zusammen, die den Hamburger Senat erreichte. Darin stellte Weihrauch Alternativen zur Bebauung und Nutzung der elbnahen Gebiete dar. Der Altonaer Bürgermeister Max Brauer bemühte sich daraufhin in Berlin um umfangreiche Finanzmitteln, mit denen die Stadt den Jenischpark, den Hirschpark, den Hessepark und Goßlers Park kostengünstig ankaufte. Der Elbuferweg konnte 1930, der gesamte Weg 1947 fertiggestellt werden.

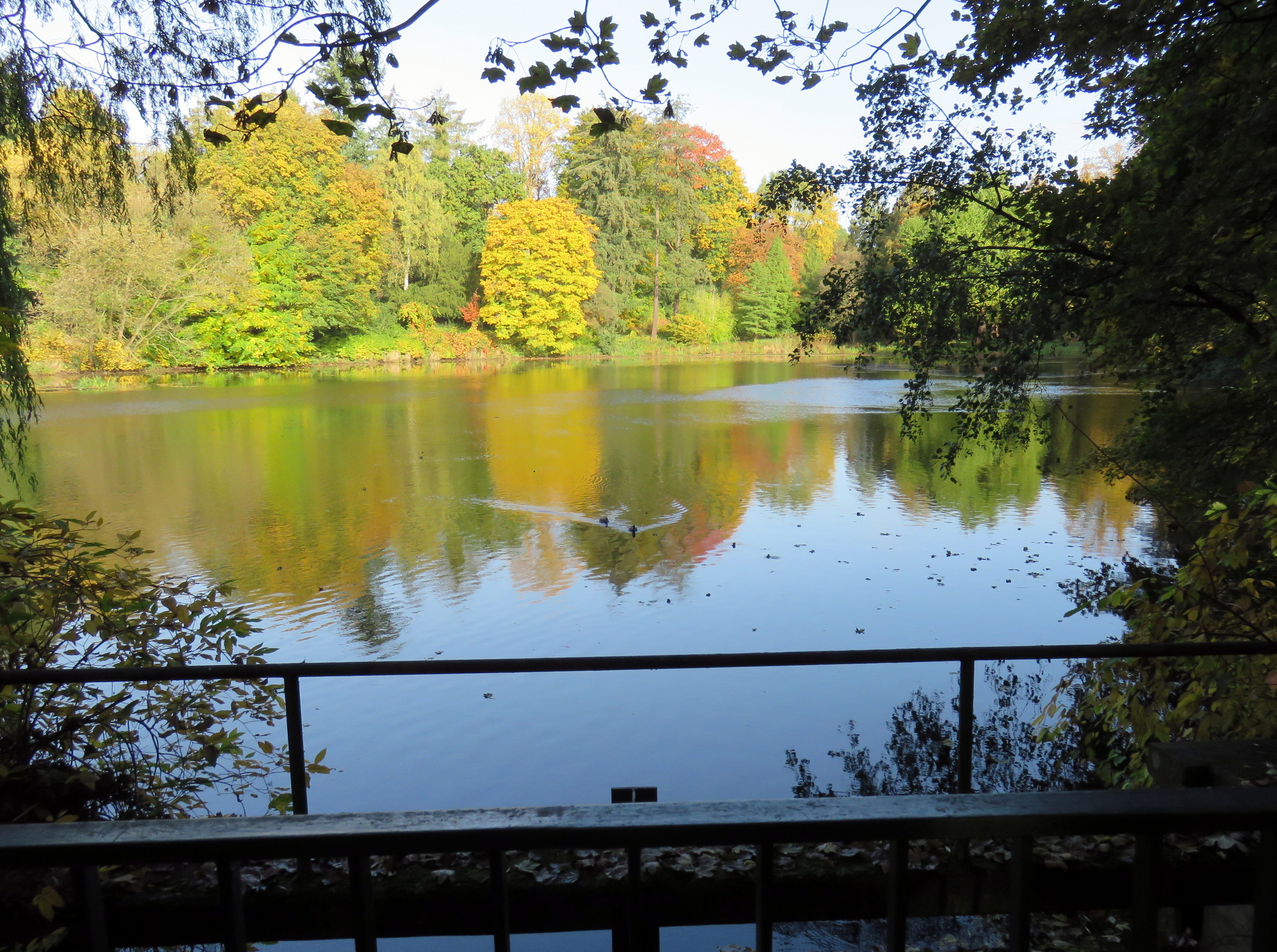
Alsterwanderweg vor der Poppenbütteler Schleuse

 Darüber hinaus setzte sich Weihrauch öffentlich für die Gestaltung des Alsterlaufs ein. Diskussion hierzu wurden seit 1903 geführt. Wilhelm Wolgast hatte sich 1913 dafür eingesetzt, die alten Treidelpfade am Alsterufer zu öffnen und darauf einen durchgängigen Wanderweg anzulegen. Die Hamburgische Bürgerschaft hatte die Bereiche 1929 zum stadtnahen Erholungsgebiet erklärt und verhandelte über deren Gestaltung mit dem Kreis Stormarn. Gustav Weihrauch forderte daraufhin 1930 in der Publikation Das Tal der Oberalster als Erholungsgebiet, eine durchgehende Parkanlage zu schaffen, die aus Rastplätzen unterschiedlicher Größe bestehen sollte. Hieraus entstand der Alsterwanderweg, der erst nach dem Tod Weihrauchs fertiggestellt wurde.

## Ehrungen
Nach Gustav Weihrauch, dessen Grabrede Richard Ballerstädt hielt, ist seit 1968 der Gustav-Weihrauch-Weg in Hamburg-Volksdorf benannt. Auch ein Raum in einem Jugendheim in Lemsahl-Mellingstedt trägt seit 1955 seinen Namen.